# خرگوشک اهلی
خرگوشک اهلی یا خانگی (Oryctolagus cuniculus) یک خرگوش است که به عنوان حیوان خانگی نگهداری می‌شود، بسته به اندازه آن ممکن است حیوان خانگی کوچک محسوب شود. خرگوش نر در زبان انگلیسی با نام buck، خرگوش ماده با نام doe و خرگوش جوان با نام kit یا kitten شناخته می‌شود. خرگوش‌ها نخستین بار، توسط رومی‌ها به‌عنوان منبع غذا و خز مورد استفاده قرار گرفتند و از قرن نوزدهم به عنوان حیوانات خانگی در ملل غربی نگهداری می‌شوند. با شروع دهه ۱۹۸۰، ایده خرگوش اهلی به عنوان یک همراه و همنشین خانگی مانند سگ و گربه اهلی، ترویج شد. خرگوش‌ها می‌توانند از جعبه‌های ادرار حیوانات خانگی استفاده کنند و از طریق روش‌های تربیت حیوانات، آموزش داده شده و وقتی فراخوانده می‌شوند، بیایند. خرگوش‌های خانگی به ورزش و فعالیت نیاز دارند و می‌توانند با جویدن وسایل خانه، به خانه‌هایی که «مقاوم در برابر خرگوش» نیستند صدمه بزنند.
خرگوش‌های ناخواسته، به‌ویژه پس از فصل عید پاک به پناهگاه‌های حیوانات سپرده می‌شوند. (خرگوش عید پاک را ببینید). از آن‌جا که خرگوش‌ها در استرالیا به گونه‌ای مهاجم تبدیل شده‌اند، نگهداری از خرگوش‌های خانگی در ایالت کوئینزلند ممنوع است.

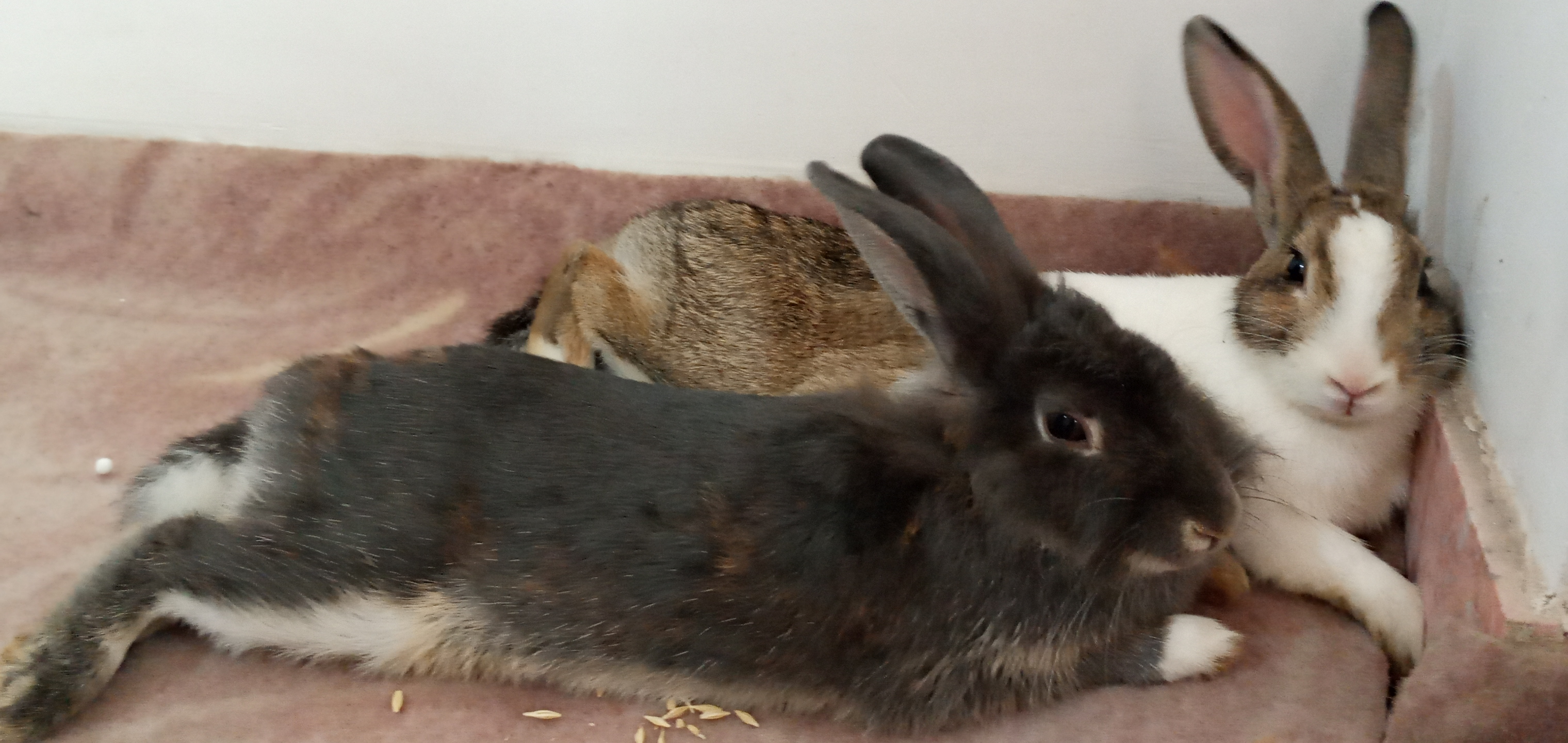

## نگارخانه

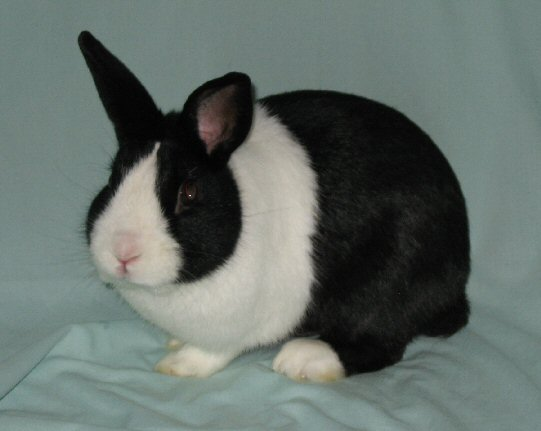
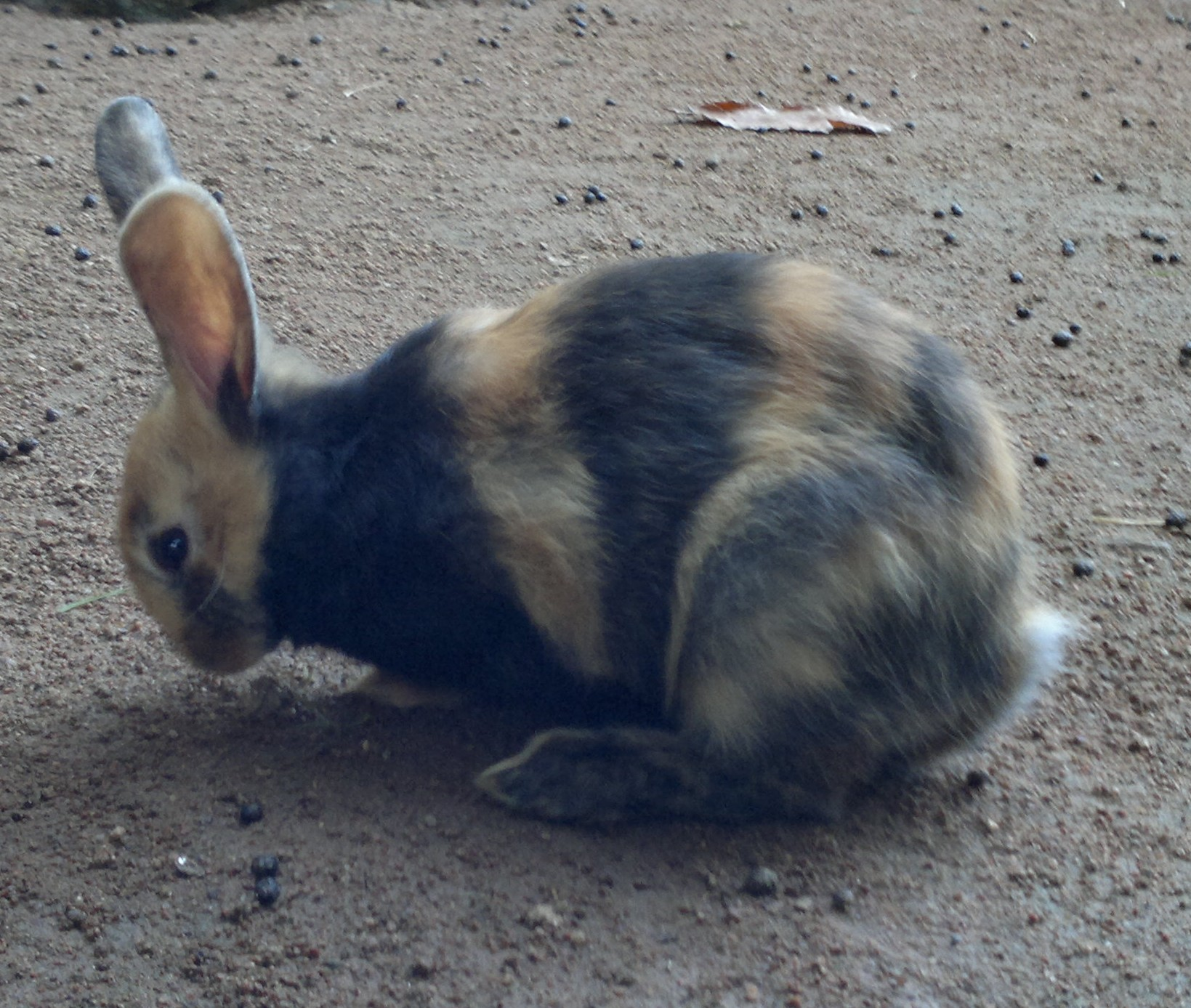
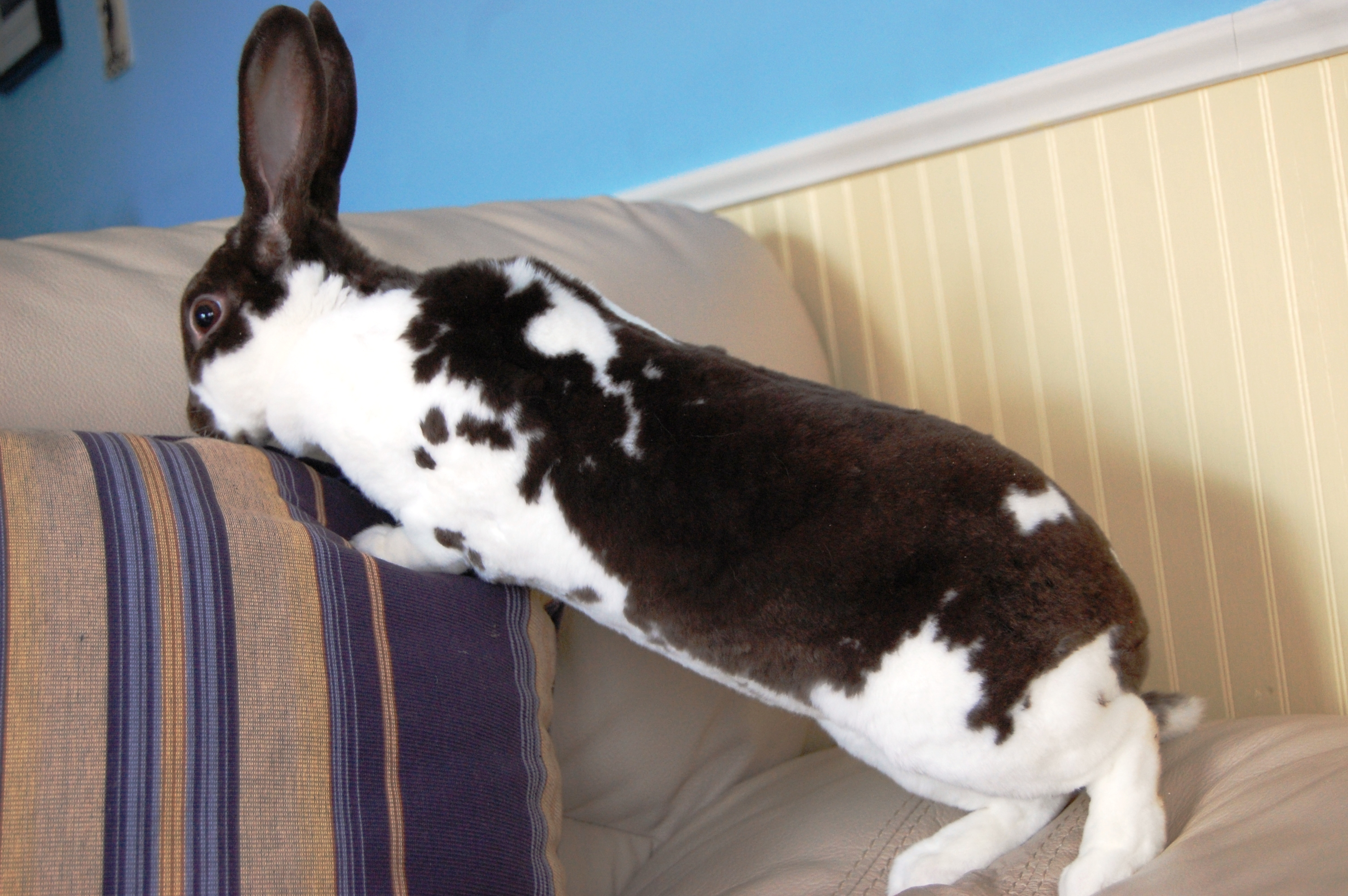
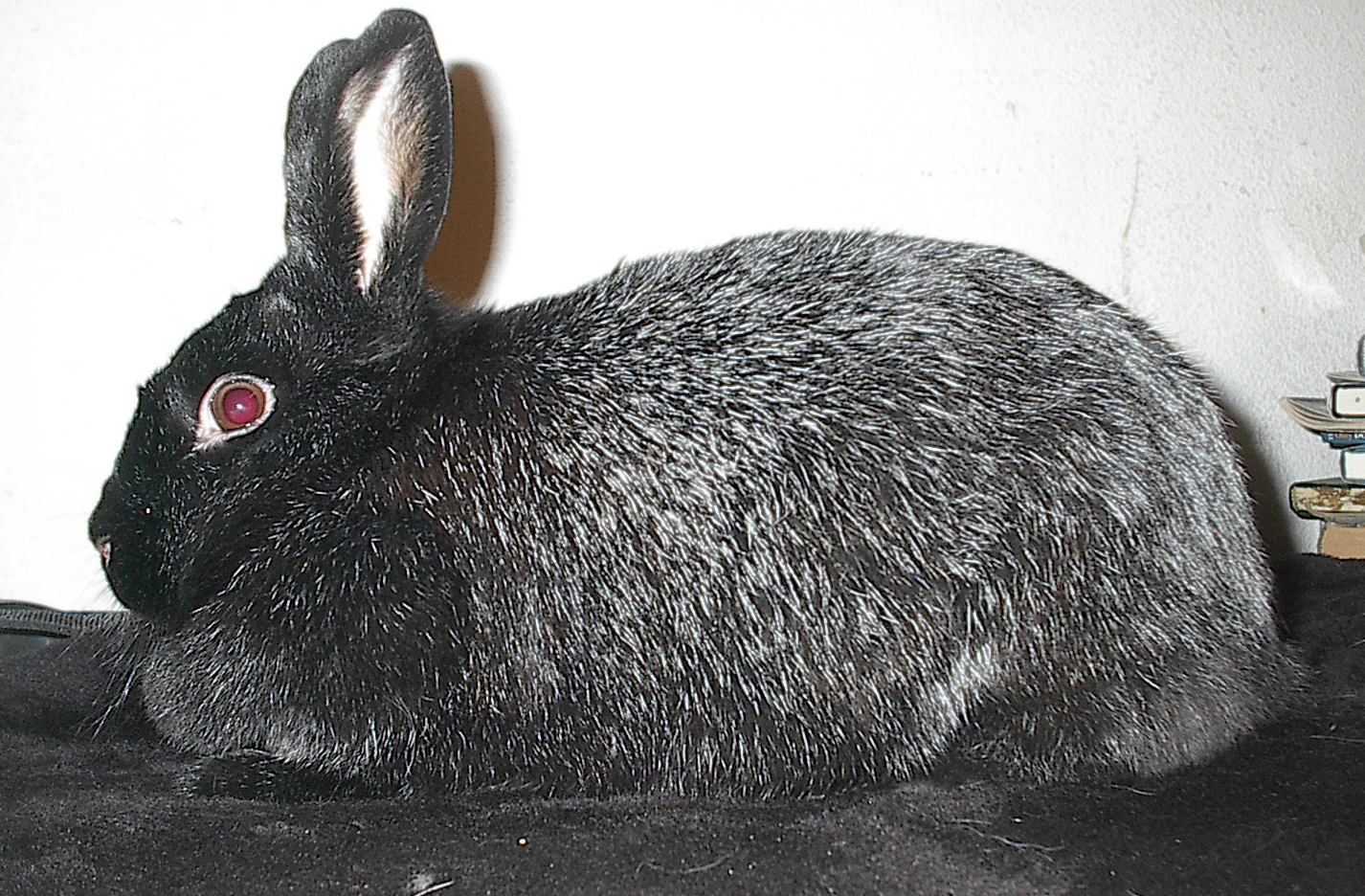